# Пас, Антон
Антон Пас Бланко (исп. Antón Paz Blanco; род. 8 августа 1976, Вильягарсиа-де-Ароса, Галисия) — испанский яхтсмен, олимпийский чемпион летних Олимпийские игр 2008 года в классе «Торнадо» (вместе с Фернандо Эчаварри).

## Статистика
| Соревнование/Год                   | 2004 | 2007 | 2008 |
| ---------------------------------- | ---- | ---- | ---- |
| Летние Олимпийские игры            | 8    | -    | 1    |
| Чемпионат мира по парусному спорту | -    | 1    | -    |